# カティ

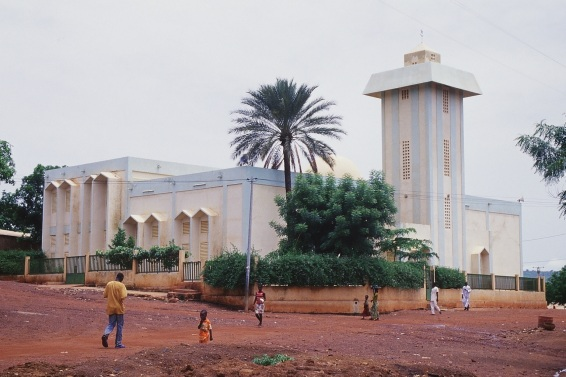
カティ・モスク

カティ(フランス語：Kati)はマリのクリコロ州の最大都市。
首都バマコの北西15kmに位置する。
2009年の人口は11万4983人。

## 歴史
ジョゼフ・ガリエニ(Joseph Simon Gallieni)率いる第2セネガル狙撃隊の駐屯地が有った。
1934年5月13日、第一次世界大戦とスーダン侵略の戦死者の記念碑が建てられた。
1946年、第2セネガル狙撃隊が廃止された。
1960年、マリが独立した。
1961年6月8日、フランス軍がカティから撤退した。
マリ軍が軍事学校を設立した。

2004年2月27日、「Coordination des associations, organisations et mouvements de la jeunesse de Kati」が開催された。
マリ・ブルキナファソ・ギニア・コートジボワール・セネガル・トーゴの若者が参加した。
若年出産やAIDS、砂漠化、戦争、識字率等各国が抱える問題の解決策を共有した。

## 交通

### 鉄道
- ダカール・ニジェール鉄道

### 道路
- バマコ⇔カティ⇔コロカニ（英語版）
- カティ⇔ネゲラ⇔キタ

## 宗教
イスラム教が多数派だが、カトリック教会共同体も有る。

## 地域言語
- バンバラ語

## 姉妹都市
- ピュトー(フランス・イル・ド・フランス地域圏・オー＝ド＝セーヌ県)(1985年～)[3]
- エアフルト(ドイツ・テューリンゲン州州都)(2009年～)[4]

## 気候
サバナ気候(Aw)に属する。
6月～9月が雨季で、特に7月～9月の雨量が多い。
2月～5月が特に暑く、最高気温は37℃を越える。
| カティの気候                           | カティの気候 | カティの気候 | カティの気候 | カティの気候 | カティの気候 | カティの気候 | カティの気候 | カティの気候 | カティの気候 | カティの気候 | カティの気候 | カティの気候 | カティの気候  |
| 月                                     | 1月          | 2月          | 3月          | 4月          | 5月          | 6月          | 7月          | 8月          | 9月          | 10月         | 11月         | 12月         | 年            |
| -------------------------------------- | ------------ | ------------ | ------------ | ------------ | ------------ | ------------ | ------------ | ------------ | ------------ | ------------ | ------------ | ------------ | ------------- |
| 平均最高気温 °C （°F）                 | 33.8 (92.8)  | 37.1 (98.8)  | 38.8 (101.8) | 37.6 (99.7)  | 37.7 (99.9)  | 34.3 (93.7)  | 30.9 (87.6)  | 29.7 (85.5)  | 31.1 (88)    | 34.2 (93.6)  | 35.8 (96.4)  | 34 (93)      | 34.58 (94.23) |
| 日平均気温 °C （°F）                   | 24.6 (76.3)  | 27.8 (82)    | 30.1 (86.2)  | 29.8 (85.6)  | 30.8 (87.4)  | 28.2 (82.8)  | 26 (79)      | 25.1 (77.2)  | 25.8 (78.4)  | 27.4 (81.3)  | 27.2 (81)    | 25 (77)      | 27.32 (81.18) |
| 平均最低気温 °C （°F）                 | 15.5 (59.9)  | 18.5 (65.3)  | 21.5 (70.7)  | 22.1 (71.8)  | 23.9 (75)    | 22.1 (71.8)  | 21.1 (70)    | 20.6 (69.1)  | 20.6 (69.1)  | 20.6 (69.1)  | 18.6 (65.5)  | 16 (61)      | 20.09 (68.19) |
| 降水量 mm （inch）                     | 0 (0)        | 0 (0)        | 6 (0.24)     | 13 (0.51)    | 45 (1.77)    | 114 (4.49)   | 235 (9.25)   | 304 (11.97)  | 195 (7.68)   | 63 (2.48)    | 4 (0.16)     | 1 (0.04)     | 980 (38.59)   |
| 出典：Climate-Data.org, altitude: 442m |              |              |              |              |              |              |              |              |              |              |              |              |               |

## 著名人
- ママドゥ・コナテ（英語版）(1897年～1956年)：政治家
  - フランス国民議会(1946年～1956年)
- ドゥンビ・ファコリー（英語版）(1944年～)：作家
- クリス・セイドゥ（英語版）(1949年～1994年)：ファッションデザイナー